# James Rumbaugh
James Rumbaugh (22 de agosto de 1947) es un científico de la computación y un metodologista de objeto. Es más conocido por su trabajo en la creación de la Técnica de Modelado de Objetos y el Lenguaje Unificado de Modelado (UML). Doctorado en ciencias de la computación por el M.I.T.
Rumbaugh dirigió el desarrollo de la metodología OMT, en el Centro de Investigación y Desarrollo de la General Electric, donde trabajó durante más de 25 años. 
Se unió a Rational Software en 1994, y trabajó allí con Ivar Jacobson y Grady Booch ("los Tres Amigos") para desarrollar UML. Más tarde fusionaron sus metodologías de desarrollo de software, OMT, OOSE y Booch en el Proceso Unificado Racional (RUP). En el 2003 se trasladó a IBM, después de su adquisición de Rational Software. Se retiró en 2006. 
Ha escrito varios libros sobre UML y RUP, junto a Ivar Jacobson y Grady Booch.